# Ryūei-ryū
Ryūei Ryu (劉衛流?, Ryūei-ryū) è uno stile okinawense di karate.
È originariamente uno stile di famiglia degli Nakaima di Naha e oggi uno degli stili okinawensi di karate riconosciuti internazionalmente. È praticato negli Stati Uniti, Argentina, Venezuela, Europa, e Okinawa.

## Storia
Questo stile di Karate è stato introdotto per la prima volta a Okinawa attorno al 1875 da Norisato Nakaima. Nato da genitori benestanti a Kume, Okinawa, Nakaima è stato un bravo scolaro e, all'età di 19 anni, partì per Fuchou, Cina, per studi avanzati delle arti marziali. Là, un ex-guardia dell'ambasciata cinese nell'arcipelago Ryu Kyu, chiamata Ru Ru Ko, lo introduce allo studio della boxe cinese. Ru Ru Ko insegnò a Sakiyama Kitoku e, secondo alcune fonti, anche a Kanryo Higashionna. Nakaima fu accettato come discepolo e, dopo oltre 7 anni di allenamento, ricevette un certificato di graduazione dal maestro. Prima di ritornare a Okinawa, viaggiò per la Cina apprendendo altre forme di combattimento (armate e disarmate). Tornato ad Okinawa, trasmise il curriculum completo della sua scuola al figlio Kenchu, che lo trasmise a sua volta al primogenito Kenko. Fu lui che, nel 1971, decise di aprire al mondo il suo stile. Tra i suoi allievi ricordiamo Tsuguo Sakumoto, Tomohiro Arashiro, Takeyuki Kinjo e ovviamente il figlio Kenji Nakaima.

## Kata
I kata del Ryuei-ryu sono i seguenti:
- Sanchin (サンチン?) (Tre Battaglie)
- Niseishi (ニセーシー?) (Ventiquattro)
- Sanseiru (サンセールー?) (Trentasei)
- Seisan (セーサン?)(Tredici)
- Pāchū (パーチュー?) (La Spire del Drago Danzante)(Il drago gioca con i Tomoe)
- Ohan (オーハン?)
- Ohan Dai (オーハン大?)
- Heiku (ヘイクー?) (Tigre Nera)
- Paiku (パイクー?) (Tigre Bianca)
- Paiho 1 (パイホー?)(Kata della Gru Bianca insegnato a Nakaima da Gokenki)
- Paiho 2 (パイホー?)
- Anan (安南?) (Zona della Cina Meridionale confinante con l’India)
- Anan Dai (安南大?)

## Kobudo
Nel Kobudo della scuola Ryuei Ryu sono presenti kata ed esercizi per armi quali: Sai, Kama, Renquan, Gekiquan, Kon, Bisento, Yari, Tonfa, Suruchin, Da-jo, Nunchako, Tinbe, Hankon, Sansetsu-kon, Tsue.

## Lignaggio Ufficiale Ryuei Ryu
- Ru Ru Ko (Xie ZhongXiang ?, Fucho, Cina)
- Nakaima Norisato/Kenri (1850-1927)
- Nakaima Noritada/Kenchu (morto all'età di 98 anni)
- Nakaima Noritaka/Kenko (1911-1989)
- Nakaima Kenji (Ryuei Ryu Soke)
- Tsuguo Sakumoto (Presidente dell'associazione mondiale Ryuei Ryu, 9º Dan)
- Tomohiro Arashiro (Capo-Istruttore Pan Americano, 8º Dan)
- Grant Campbell, D.O.M (Capo-Istruttore USA, 8º Dan)
- Alfonso Gomez (Insegnante US, 5º Dan)
- Juan M. Saporiti (Insegnante Argentina, 4º Dan)
- Jose Ramon Ramos (Insegnante Venezuela, 4º Dan)
- Gonzalo Pini (Insegnante Spagna, 4º Dan)

## Influenze
Ru Ru Ko fu l'insegnante di Kenri Nakaima e fu la guardia del corpo dell'Imperatore Cinese durante dinastia Qing. Per questo, potrebbe essere stato lo stesso Ryu Ru Ko ad aver insegnato anni dopo all'okinawense Kanryo Higashionna, ma il periodo in cui avvenne non è determinabile. Ciò potrebbe comunque spiegare come mai molti kata del Ryuei Ryu sono presenti nel Goju Ryu.